# アルバン・W・バークリー
アルバン・ウィリアム・バークリー（英語: Alben William Barkley、1877年11月24日 - 1956年4月30日）は、アメリカ合衆国の政治家。同国第35代副大統領（在任: 1949年1月20日 - 1953年1月20日）。ケンタッキー州選出連邦下院議員、同州選出連邦上院議員、連邦上院で多数党、少数党の院内総務を歴任した。

## 生い立ちと初期の経歴
1877年11月24日にケンタッキー州グレーブス郡ロウの近くの丸太小屋で誕生し、ウィリー・アルバン・バークリー（Willie Alben Barkley）と名付けられた。両親のジョン・ウィルソン・バークリーとエレクトラ・イライザ・スミス・バークリーは、信心深い小作人であった。同州クリントンのマーヴィン・カレッジに入学、スピーチと討論に優れた彼は、1897年に同校を卒業し、ジョージア州オックスフォードのエモリー・カレッジ（今のエモリー大学）に入学し、デルタ・タウ・デルタに加わった。1900年に卒業し、その後バージニア州シャーロッツビルのバージニア大学法律学校に入学した。彼が「ウィリー・アルバン」から「アルバン・ウィリアム」に改名したのはこの頃であった。
1901年に法曹界入りしケンタッキー州マクラケン郡のパデューカで弁護士業を始めた。1905年から1909年までマクラケン郡検察官、1909年から1913年までのマクラケン郡裁判所の判事を務め、都市の住民よりむしろ農民に同調した進歩人として名声を築き上げた。そのエネルギッシュで気さくな選挙活動と、巧みな演説技術はバークリーを地元の民主党における有力候補とした。彼は1912年の議会予備選挙で3人の対立候補を破り、連邦下院議員となった。

## 政治経歴
ケンタッキー州第1選挙区で民主党から第63議会及び次の6つの議会（1913年3月4日 - 1927年3月4日）への下院議員に選出された。下院議員として禁酒法の改正及びボルステッド法の延長に尽力した。
彼は1923年のケンタッキー州知事選において反石炭・ギャンブルの活動を率い、州全体にその名が知れ渡った。バークリーは民主党知事候補指名を僅差で失ったが、選挙におけるその唯一の敗北は、1926年の上院選への出馬を助けることとなった。選挙戦で彼はケンタッキー州における知名度を高め、遊説において一日最大16回の演説をこなすことで「鉄人、Iron Man」の愛称を獲得した。
1926年に上院議員に選出された。1932年・1938年・1944年・1954年に再選され、1927年3月4日から1949年1月19日の彼の辞職まで同職を務めた。また1937年から1947年まで院内総務、1947年から1949年まで少数院内総務を務めた。
1932年のシカゴにおける民主党全国大会で基調演説を行った。同大会ではフランクリン・ルーズベルトが大統領候補に選出された。また、1936年及び1948年のフィラデルフィアにおける民主党全国大会でも基調演説を行っている。1933年12月に民主党カンファレンスの副議長及び上院院内総務ジョセフ・T・ロビンソンのアシスタントとなった。彼はロビンソンと共にニューディール政策関連法の可決に取り組んだ。例えば証券取引所法・全国労働関係法（ワグナー法）・社会保障法などであり、これらは1934年から1936年にかけて上院を通過した。1937年の司法手続改正法案が実施される間にロビンソンは死去し、バークリーはミシシッピ州選出連邦上院議員のパット・ハリスンと院内総務の座を争った。投票では38対37と1票差でハリスンを破ることとなる。
バークリーの最初の妻のドロシー・ブロワー・バークリーは長期の病気療養の後1947年に死去した。そのような個人的労苦にもかかわらず、バークリーの公的人格は高く評価された。彼は最も人気がある民主党員として格付けされて、ルック誌の最も「魅力的な」アメリカ人の座をドワイト・D・アイゼンハワー将軍と争った。外交官のダグラス・マッカーサー2世は娘婿である。

## 副大統領職
1948年にトルーマンの伴走候補者に選ばれ、1949年1月20日から1953年1月20日まで副大統領を務めた。1952年に民主党の大統領候補の指名選挙に立候補したが、高齢が理由でイリノイ州のアドレー・スティーブンソン州知事に敗北した。彼は連邦上院議員に再び選任され、1955年1月3日からその死まで同職を務めた。彼はバージニア州レキシントンで死去し、ケンタッキー州パデューカの近くのローン・オーク・ロードのケントン山墓地に埋葬された。彼の栄誉に因んで、エモリー大学の討論クラブがバークリー・フォーラムと改名された。

## 参照
1. ↑  Time Magazine. Kentucky: The Roosevelt Handicap. August 1, 1938.

## 先代・次代
| 公職                                  | 公職 | 公職                                    |
| ------------------------------------- | --- | --------------------------------------- |
| 空位最後の在位者ハリー・S・トルーマン | アメリカ合衆国副大統領 第35代：1949年1月20日 - 1953年1月20日 | 次代 リチャード・ニクソン               |
| 先代 ジョン・シャーマン・クーパー     | ケンタッキー州選出連邦上院議員（第2部） 同職：アール・C・クレメンツ 1955年1月3日 - 1956年4月30日 | 次代 ロバート・ハンフリーズ             |
| 先代 リチャード・P・エルンスト        | ケンタッキー州選出連邦上院議員（第3部） 同職：フレデリック・M・サケット ジョン・M・ロビンソン ベン・M・ウィリアムソン マーベル・M・ローガン ハッピー・チャンドラー ウィリアム・A・スタンフィル ジョン・シャーマン・クーパー ヴァージル・チャップマン 1927年3月4日 - 1949年1月3日 | 次代 ギャレット・L・ウィザース          |
| 先代 オリー・M・ジェームズ            | ケンタッキー州選出連邦下院議員（第1選挙区） 1913年3月4日 - 1927年3月4日 | 次代 ウィリアム・ヴォーリス・グレゴリー |
| 党職                                  | |                                         |
| 先代 ジョセフ・テイラー・ロビンソン   | 民主党上院院内総務 1937年7月22日 - 1949年1月3日 | 次代 スコット・W・ルーカス              |
| 先代 ハリー・S・トルーマン            | 民主党副大統領候補 1948年11月 | 次代 ジョン・スパークマン               |